# Ekaterina Kurakova
Ekaterina Kurakova (in russo Екатерина Андреевна Куракова?; Mosca, 24 giugno 2002) è una pattinatrice artistica su ghiaccio russa naturalizzata polacca. Ha vinto sei volte il Campionato delle Quattro nazioni (dal 2018 al 202), sei volte il Campionato nazionale polacco e tre volte la Warsaw Cup (2019, 2022 e 2023).

## Biografia
Kurakova è nata a Mosca e ha acquisito la nazionalità polacca nel 2019. Nel 2018 ha iniziato ad allenarsi a Toronto sotto la guida di Brian Orser. Con la pandemia di COVID-19 che ha reso impossibile la sua permanenza in Canada, Kurakova è passata alla scuola di Lorenzo Magri.

## Palmarès
GP: Grand Prix; CS: Challenger Series; JGP: Junior Grand Prix

### Per la Polonia
| Internazionali                                                                                           | Internazionali | Internazionali | Internazionali | Internazionali | Internazionali | Internazionali | Internazionali |
| Evento                                                                                                   | 2018–19        | 2019–20        | 2020–21        | 2021–22        | 2022–23        | 2023–24        | 2024-25        |
| --- | -------------- | -------------- | -------------- | -------------- | -------------- | -------------- | -------------- |
| Giochi olimpici invernali                                                                                |                |                |                | 11°            |                |                |                |
| Campionati mondiali                                                                                      |                | C              | 32°            | 13°            | 16°            | 11°            | 20°            |
| Campionati europei                                                                                       |                | 10°            | C              | 4°             | 4°             | 25°            | 8°             |
| GP NHK Trophy                                                                                            |                |                |                |                |                |                | 11°            |
| GP Rostelecom Cup                                                                                        |                |                |                | 9°             |                |                |                |
| GP Skate America                                                                                         |                |                |                | 9°             | 5°             | 7°             |                |
| GP Skate Canada                                                                                          |                |                | R              |                |                |                | 9°             |
| GP Cup of China                                                                                          |                |                |                |                |                | 7°             |                |
| GP Wilson Trophy                                                                                         |                |                |                |                | 5°             |                |                |
| CS Golden Spin                                                                                           |                |                |                |                | R              |                |                |
| CS Lombardia Trophy                                                                                      |                |                |                | 2°             | 3°             | 4°             |                |
| CS Nebelhorn Trophy                                                                                      |                |                |                | 2°             |                |                |                |
| CS Nepela Memorial                                                                                       |                |                |                |                |                | 4°             |                |
| CS Warsaw Cup                                                                                            |                | 1°             | C              | 3°             | 1°             | 1°             | 2°             |
| Challenge Cup                                                                                            |                |                |                |                |                | 4°             |                |
| Istanbul Cup                                                                                             |                | R              |                |                |                |                |                |
| Maria Olszewska Memorial                                                                                 |                |                |                |                |                |                | 4°             |
| NRW Trophy                                                                                               |                |                | R              |                |                |                |                |
| Shangai Trophy                                                                                           |                |                |                |                |                |                | 4°             |
| Sofia Trophy                                                                                             |                |                |                |                |                |                | 4°             |
| Tallink Hotels Cup                                                                                       |                |                |                |                |                | R              |                |
| Toruń Cup                                                                                                |                | 1°             |                |                |                |                |                |
| Universiadi                                                                                              |                |                |                |                | 5°             |                |                |
| Internazional: Junior                                                                                    |                |                |                |                |                |                |                |
| Campionati mondiali                                                                                      |                | 7°             |                |                |                |                |                |
| JGP Lettonia                                                                                             |                | 5°             |                |                |                |                |                |
| JGP Polonia                                                                                              |                | 7°             |                |                |                |                |                |
| Nazionali                                                                                                |                |                |                |                |                |                |                |
| Campionato polacco                                                                                       | 1°             | 1°             | 1°             | 1°             | 1°             | 1°             | 1°             |
| Campionato polacco junior                                                                                | 1°             | 1°             | 1°             |                |                |                |                |
| Campionato delle Quattro nazioni                                                                         | 1°             | 1°             | 1°             | 1°             | 1°             | 1°             | 3°             |
| Eventi a squadre                                                                                         |                |                |                |                |                |                |                |
| Japan Open                                                                                               |                |                |                |                | 3° S 4° P      |                |                |
| A = Assegnata; R = Ritirata; S = Risultato della squadra; P = Risultato personale; C = Evento cancellato |                |                |                |                |                |                |                |

### Per la Russia
| Internazionali: Junior          | Internazionali: Junior | Internazionali: Junior | Internazionali: Junior | Internazionali: Junior |
| Evento                          | 2013–14                | 2014–15                | 2015–16                | 2016–17                |
| ------------------------------- | ---------------------- | ---------------------- | ---------------------- | ---------------------- |
| Toruń Cup                       |                        |                        | 1°                     | 1°                     |
| Internazionali: Advanced novice |                        |                        |                        |                        |
| Bavarian Open                   | 1°                     | 1°                     |                        |                        |
| Ice Star                        |                        | 1°                     |                        |                        |
| Tallinn Trophy                  |                        | 1°                     |                        |                        |
| Nazionali                       |                        |                        |                        |                        |
| Campionati russi junior         |                        |                        | 15°                    | 9°                     |